# Palm (компания)
Palm, Inc. — американская компания-производитель карманных персональных компьютеров и смартфонов на основе Palm OS — линеек продуктов Zire, Tungsten, Treo и аксессуаров к ним. В прошлом также выпускала продукты семейства Palm. В 2010 году приобретена корпорацией Hewlett-Packard, а в конце 2014 года бренд «Palm» перешёл к TCL Corporation.

## История
Palm Computing, Inc. была основана в 1992 году, её основатели — Джефф Хокинс (Jeff Hawkins), Донна Дубински (Donna Dubinsky) и Эд Коллиган (Ed Colligan) — позже стали изобретателями Palm Pilot. Компания была создана с целью разработки карманного устройства, названного Zoomer. Устройство производилось фирмой Casio, продвигалось на рынок компанией Tandy, а Palm предоставляла программное обеспечение для того, чтобы устройство могло работать как персональный органайзер. Zoomer постиг коммерческий провал, но Palm смогла выжить благодаря продажам программы синхронизации для устройств HP и программе распознавания рукописного ввода для Apple Newton.
В 1995 году компания была куплена корпорацией U.S. Robotics. В 1997, после того как U.S. Robotics была поглощена 3Com, Palm стала дочерней компанией 3Com. В июне 1998 года основатели Palm стали недовольны тем, в каком направлении ведёт компанию 3Com, покинули компанию и основали Handspring.
3Com сделал Palm независимой компанией, и со 2 марта 2000 года её акции стали торговаться на площадке NASDAQ.
В 2001 году Palm, Inc. за 11 млн долларов приобрела активы компании Be Inc., после чего была начата процедура ликвидации Be Inc.
В сентябре 2003 года компания Be Inc. выиграла процесс против Microsoft, обвинив её в нечестной конкуренции, заключавшуюся в том, что та запрещала производителям персональных компьютеров устанавливать на свои изделия операционные системы, отличные от Windows. В результате решения суда Microsoft выплатила Be Inc. 23,25 млн долларов.
В августе 2003 года подразделение компании, занимающееся устройствами, было слито с Handspring и выделено в отдельную компанию palmOne, Inc. При этом подразделение по разработке программного обеспечения (Palm OS) стало называться PalmSource, Inc.; торговой маркой «Palm» владели обе компании совместно.
В апреле 2005 года palmOne выкупила у PalmSource её долю во владении торговой маркой «Palm» за 30 млн долл.
В июле 2005 года palmOne вновь стала называться Palm, Inc.
26 сентября 2005 года Palm распространила информацию о своём партнёрстве с Verizon и Майкрософт, в целях создания нового коммуникатора Palm Treo 700w, работающего под управлением Windows Mobile. О началах продаж устройства было объявлено на выставке CES 2006 в начале января 2006 года.
В декабре 2006 года компания Palm, Inc. за 44 миллиона долларов приобрела у ACCESS Co., Ltd. (поглотившей PalmSource, Inc.) бессрочную лицензию на исходный код Palm OS 5.4 Garnet, позволяющую ей модифицировать и использовать в любых своих продуктах. Однако Palm, Inc. отказалась от лицензирования Access Linux Platform и начала разработку собственной версии операционной системы, основанной на ядре Linux.
8 января 2009 года на выставке CES в Лас-Вегасе была представлена новая версия операционной системы, основанная на ядре Linux, названная Palm webOS, а также анонсирован первый смартфон в котором будет применена данная ОС — Palm Pre (для американского рынка).
А 11 февраля 2009 года на конференции инвесторов Эд Коллиган отметил, что компания Palm, Inc. больше не будет выпускать продуктов на основе PalmOS — и все усилия компании будут направлены на развитие Palm webOS.
В апреле 2010 года было объявлено о продаже Palm компании Hewlett-Packard за $1,2 млрд (интересно, что на начало 2010 года владельцем 30 % акций Palm являлся Боно (Пол Дэвид Хьюсон), лидер ирландской рок-группы U2). 1 июля 2010 года сделка была успешно закрыта, а Palm окончательно поглощён компанией Hewlett-Packard.
В декабре 2014 года стало известно о том, что китайский производитель электроники TCL Corporation, материнская компания Alcatel OneTouch, выкупил у HP бренд Palm. TCL планирует «воссоздать» Palm с помощью новой компании, которая будет создана в США на территории Кремниевой долины.

### Команда Be Inc. в компании Palm Inc.
В 2001 году бывшие сотрудники Be Inc. почти в полном составе влились в коллектив Palm, Inc. Стив Сакоман, бывший исполнительный директор Be Inc., стал руководить отделом аппаратного обеспечения Palm, Inc. Прежний главный архитектор BeOS, Джорж Хофман, стал главным архитектором подразделения PalmSource, Inc., Кирилл Мериллон, руководивший разработками ядра в BeOS, стал управлять разработками ядра PalmOS. Отдел программного обеспечения также в руках бывших сотрудников Be Inc.
Таким образом, за довольно скромные, по меркам IT-рынка, деньги компания Palm, Inc. приобрела себе очень активную и перспективную команду, которая может если не вывести когда-то лидера КПК-рынка на прежние позиции, то по крайней мере упрочить его влияние.

## Собственники и руководство
Основным владельцем Palm является компания Hewlett-Packard.
В июне 2009 года стало известно, что новым исполнительным директором Palm назначен Джон Рубинштейн. Он сменил на посту исполнительного директора Palm Эда Коллигана, который возглавлял компанию 16 лет. Кроме того, Рубинштейн сохранил за собой кресло председателя совета директоров Palm, куда он был приглашен для исправления положения дел слабеющего производителя коммуникаторов ещё в 2007 году. До этого Джон Рубинштейн был вице-президентом и одним из ключевых руководителей компании Apple, которую покинул в 2005 году.

## Модельный ряд
Модели, выпускавшиеся компанией в 2010 году:
- Palm Pre 2 — выпущен в октябре 2010 года[9].
- Palm Pre Plus — выпущен в марте 2010 года[10].
- Palm Pixi Plus — выпущен в марте 2010 года[10].

Модели, выпускавшиеся компанией в 2008—2009 годах:
- Palm Pixi — выпущен в сентябре 2009 года[11].
- Palm Pre — выпущенный в июне 2009, революционный коммуникатор от компании Palm, позиционируемый ею, как «убийца iPhone». Устройство базируется на абсолютно новой операционной системе Palm webOS, разработанной в лабораториях компании Palm Inc.
- Treo Centro — скорее всего, это последний коммуникатор на базе операционной системы Palm OS, выпущенный компанией Palm
- Treo Pro — флагманская модель коммуникатора под управлением Windows Mobile
- Treo 750v — коммуникатор под управлением Windows Mobile
- Treo 700p — коммуникатор под управлением Palm OS
- Treo 700w — коммуникатор под управлением Windows Mobile
- Treo 650/680 — коммуникаторы под Palm OS
- LifeDrive — устройство с жёстким диском на 4 Гб
- Palm TX — устройство среднего класса, продолжение линейки Tungsten
- Palm Z21 — первый КПК на базе операционной системы Palm OS 5.0 (Garnet). Также это первое устройство в котором процессор Motorola был заменен процессором ARM

Ниже перечисляются все модели, как выпускающиеся в настоящее время, так и снятые с производства.

### Модели на основеPalm OS

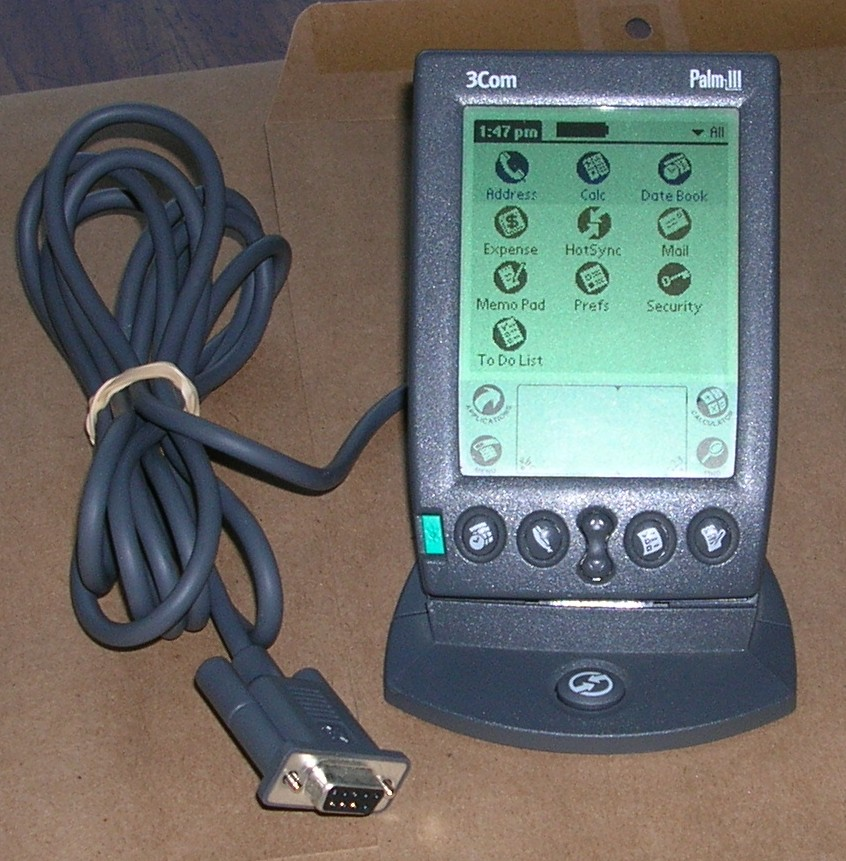
Palm III (1997)

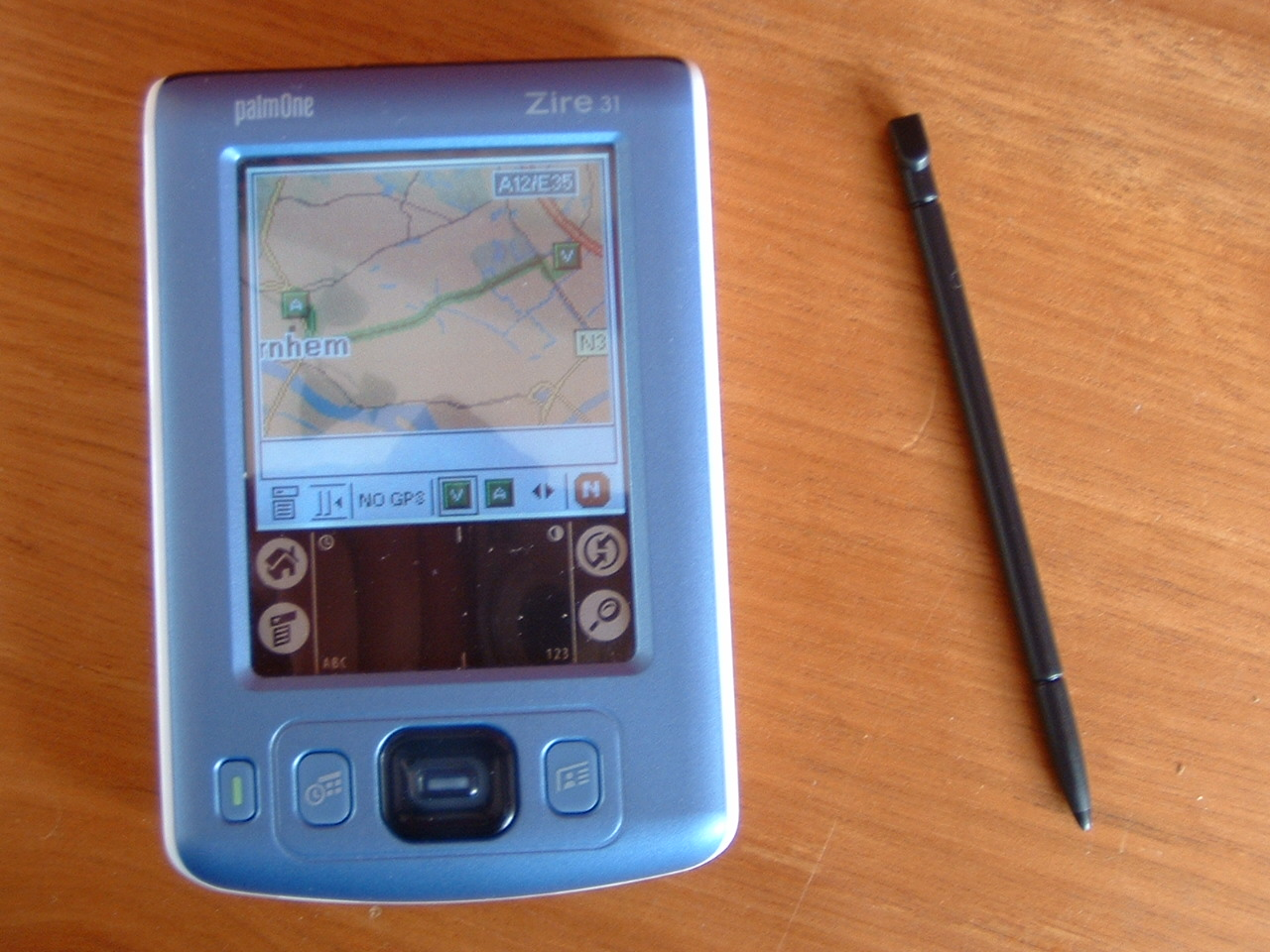
Zire 31 (2004)

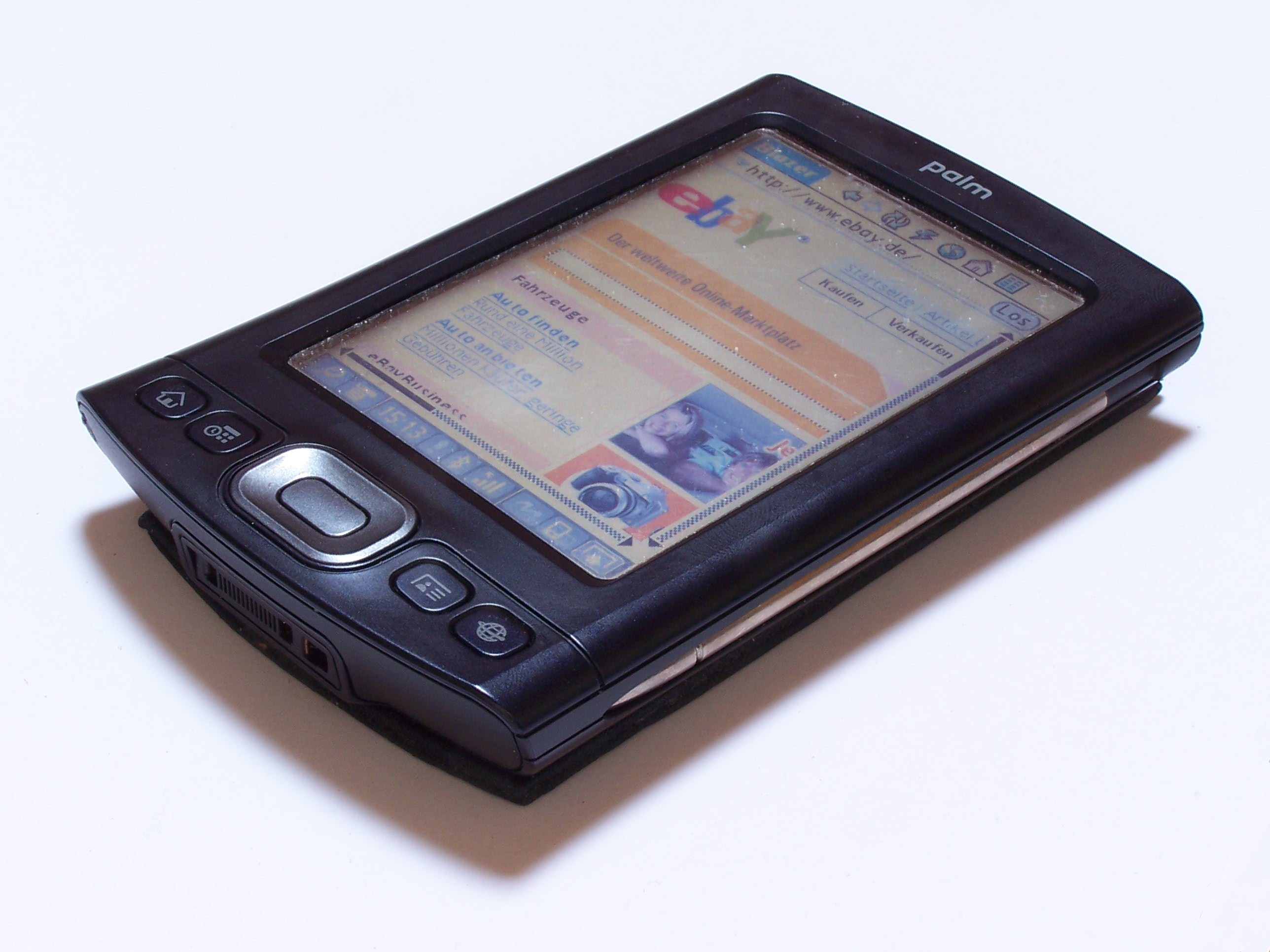
Palm TX (2005)

| Модель              | Процессор     | Частота | Palm OS       | Выпуск        |
| ------------------- | ------------- | ------- | ------------- | ------------- |
| Семейство Palm      |               |         |               |               |
| Pilot 1000          | DragonBall    | 16 Мгц  | 1.0           | 1995          |
| Pilot 5000          | Dragonball    | 16 Мгц  | 1.0           | 1996          |
| Pilot Personal      | Dragonball    | 16 Мгц  | 2.0 / 2.0.5   | 1996          |
| Pilot Professional  | Dragonball    | 16 Мгц  | 2.0 / 2.0.5   | 1996          |
| Palm III            | Dragonball    | 16 Мгц  | 3.0           | 1997          |
| Palm IIIe           | Dragonball EZ | 16 Мгц  | 3.1           |               |
| Palm IIIx           | Dragonball EZ | 16 Мгц  | 3.1           |               |
| Palm IIIxe          | Dragonball EZ | 16 Мгц  | 3.5           |               |
| Palm IIIc           | Dragonball EZ | 20 Мгц  | 3.5           |               |
| Palm V              | Dragonball EZ | 16 Мгц  | 3.1.0 / 3.1.1 | 1999 октябрь  |
| Palm Vx             | Dragonball EZ | 20 Мгц  | 3.3 / 3.5     |               |
| Palm VII            | Dragonball    | 16 Мгц  | 3.2           | 1999 май      |
| Palm VIIx           | Dragonball EZ | 20 Мгц  | 3.5           | 2000 август   |
| Palm m100           | Dragonball EZ | 16 Мгц  | 3.5           | 2000 август   |
| Palm m105           | Dragonball EZ | 16 Мгц  | 3.5           | 2001 март     |
| Palm m125           | Dragonball VZ | 33 МГц  | 4.0           | 2001 сентябрь |
| Palm m130           | Dragonball VZ | 33 МГц  | 4.1           | 2002 март     |
| Palm m500           | Dragonball VZ | 33 МГц  | 4.0           | 2001 март     |
| Palm m505           | Dragonball VZ | 33 МГц  | 4.0 / 4.1     | 2001 март     |
| Palm m515           | Dragonball VZ | 33 МГц  | 4.1           | 2002 март     |
| Palm i705           | Dragonball VZ | 33 МГц  | 4.1           |               |
| Семейство Treo      |               |         |               |               |
| Treo 270            |               |         |               |               |
| Treo 300            |               |         |               |               |
| Treo 600            | ARM-based     | 144 МГц | 5.2.1         | 2004 август   |
| Treo 650            | Intel XScale  | 312 МГц | 5.4.9         |               |
| Treo 680            | Intel XScale  | 312 МГц | 5.4.9         | 2006 ноябрь   |
| Treo 700p           |               |         | 5.4.9         | 2007          |
| Palm Centro         |               |         | 5.4.9         | 2008          |
| Семейство Zire      |               |         |               |               |
| Zire                | Dragonball EZ | 16 MHz  | 4.1           | 2002 октябрь  |
| Zire 21             | ARM-based     | 126 МГц | 5.2.8         |               |
| Zire 31             | Intel XScale  | 200 МГц | 5.2.8         | 2004 апрель   |
| Zire 71             | TI OMAP       | 144 МГц | 5.2           | 2003 апрель   |
| Zire 72             | Intel XScale  | 312 МГц | 5.2.8         | 2004 апрель   |
| Palm Z22            | ARM-based     | 200 МГц | Garnet 5.4.9  | 2005 октябрь  |
| Семейство Tungsten  |               |         |               |               |
| Tungsten W          | Dragonball VZ | 33 МГц  | 4.1.1         |               |
| Tungsten E          | TI OMAP       | 126 МГц | 5.2.1         |               |
| Tungsten E2         | Intel Xscale  | 200 МГц | Garnet 5.4.7  | 2005 апрель   |
| Tungsten C          | Intel Xscale  | 400 МГц | 5.2.1         |               |
| Tungsten T          | TI OMAP       | 144 МГц | 5.0           |               |
| Tungsten T2         | TI OMAP       | 144 МГц | 5.2.1         |               |
| Tungsten T3         | Intel XScale  | 400 МГц | 5.2.1         |               |
| Tungsten T5         | Intel XScale  | 416 МГц | 5.4.5 / 5.4.8 | 2004 октябрь  |
| Palm TX             | Intel XScale  | 312 МГц | Garnet 5.4.9  | 2005 октябрь  |
| Семейство LifeDrive |               |         |               |               |
| LifeDrive           | Intel XScale  | 416 MHz | Garnet 5.4.8  | 2005 май      |

### Модели на основеWindows Mobile
| Модель         | Процессор    | Частота | Экран   | Windows Mobile | Выпуск        |
| -------------- | ------------ | ------- | ------- | -------------- | ------------- |
| Palm Treo 500  | Intel Xscale | 416 Мгц | 320x240 | 6.0            | 2007 сентябрь |
| Palm Treo 700w | Intel Xscale | 312 Мгц | 240×240 | 5.0            | 2006 январь   |
| Palm Treo 750w | Samsung      | 300 Мгц | 240×240 | 5.0            | 2007          |